# Siemens D7-Plattform

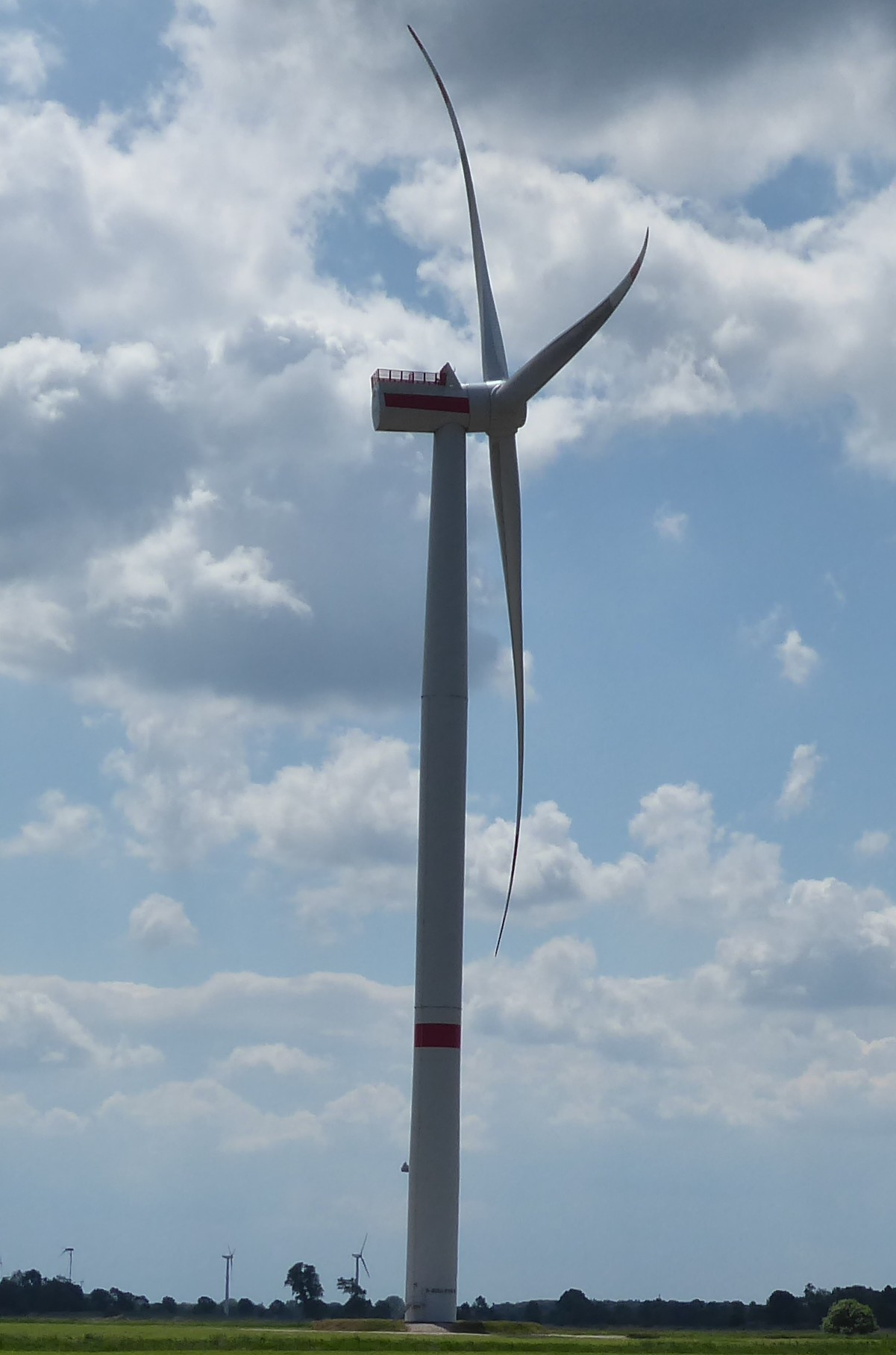
SWT-6.0-154 Prototyp in Sengwarden

Die Siemens D7-Plattform bezeichnet eine speziell für Offshore-Windparks entwickelte getriebelose Windkraftanlagenplattform der Firma Siemens Windenergie, jetzt Siemens Gamesa. Es existieren verschiedene technisch verwandte Untervarianten mit einer Nennleistung von 6 und 7 MW. Der Durchmesser des 3-Blatt-Rotors liegt bei 154 Metern, bei der 6-MW-Variante ist auch eine Lieferung mit einem Rotordurchmesser von 120 Metern möglich. Zertifiziert sind die Anlagen für einen Betrieb von 25 Jahren.
Der im dänischen Windkraftanlagentestfeld Østerild errichtete Prototyp der Version SWT-6.0-154 (Siemens Wind-Turbine), der Anfang Oktober 2012 den Betrieb aufnahm, war bis Oktober 2013 die Windkraftanlage mit dem größten Rotordurchmesser der Welt. Dann wurde sie von der Samsung Heavy Industries S7.0-171 abgelöst, die bei 7 MW Nennleistung einen Rotordurchmesser von 171 Metern hat und diese leistungsmäßig 2014 wieder von der Vestas V164-8.0 mit 8 MW.
Im März 2015 kündigte Siemens eine Leistungssteigerung auf 7 MW an, durch die ein Mehrertrag von rund 10 % bei Offshore-Bedingungen möglich sein. Technisch ist die Anlage weitgehend identisch mit der auch weiterhin erhältlichen 6-MW-Variante, nur das elektrische System wurde für die höhere Nennleistung entsprechend angepasst. Im Mai 2015 wurde der Prototyp dieser Anlage errichtet, im Februar 2016 erhielt die Baureihe das Typenzertifikat. Im Juli 2016 wurde eine weitere Untervariante vorgestellt, die bei unverändertem Rotordurchmesser von 154 m eine Nennleistung von 8 MW aufweist und gegenüber der SWT-7.0-154 einen ca. 10 % höheren Stromertrag erwirtschaften soll. Der Prototyp wurde im Januar 2017 in Betrieb genommen.
In den Jahren 2015 und 2016 wurde die SWT-7.0-154 von dem Fachmagazin Windpower Monthly als „Windkraftanlage des Jahres“ in der Klasse Offshore-Windturbinen ausgezeichnet.

## Technik
| Technische Daten                    | SWT-6.0-154                               | SWT-7.0-154                               |
| ----------------------------------- | ----------------------------------------- | ----------------------------------------- |
| Nennleistung (kW)                   | 6.000                                     | 7.000                                     |
| Einschaltwindgeschwindigkeit (m/s)  | 3–5                                       | 3–5                                       |
| Abschaltwindgeschwindigkeit (m/s)   | 25                                        | 25                                        |
| Überlebenswindgeschwindigkeit (m/s) | 70                                        | 70                                        |
| Rotordurchmesser (m) (3-Flügel)     | 154                                       | 154                                       |
| überstrichene Fläche (m²)           | 18.600                                    | 18.600                                    |
| Fläche (m²) pro MW                  | 3100                                      | 2657                                      |
| Drehzahl                            | 5–11/min                                  | ?                                         |
| Leistungsregelung                   | Pitch                                     | Pitch                                     |
| Getriebe                            | nein                                      | nein                                      |
| Generator                           | Permanentmagnet- Synchrongenerator (PMSG) | Permanentmagnet- Synchrongenerator (PMSG) |
| Netzspannung / -frequenz            | 34 kV / 50 Hertz                          | 34 kV / 50 Hertz                          |

### Maschinenhaus
Die Länge des Maschinenhauses, auf dem eine Hubschrauberplattform befestigt ist, beträgt bei einem Gewicht von rund 200 Tonnen etwa 15 Meter, der Durchmesser 6,5 Meter. In ihm ist der Großteil der Technik der Windturbine untergebracht. Neben dem mechanischen Triebstrang, dem Generator, zwei Umrichtern sowie weiterer technischer Ausrüstung wie z. B. den Stellmotoren oder der Klimatisierung ist ebenfalls ein Transformator vorhanden, der den Strom auf Mittelspannung von 34 kV AC transformiert, der Spannungsebene, auf der die Windkraftanlagen windparkintern verkabelt sind.
Herzstück der Windkraftanlage ist der Generator, der über die Rotorwelle direkt mit der Rotornabe verbunden ist, an der die Rotorblätter befestigt sind; ein Übersetzungsgetriebe ist nicht vorhanden. Zum Einsatz kommt ein synchroner Ringgenerator mit Permanentmagneterregung und einem Durchmesser von 6,5 Metern, der Wechselstrom mit einer Spannung von 690 V produziert. Der Strom wird anschließend mittels zweier Stromrichter, die identisch mit dem (einzelnen) Stromrichter der SWT-3.0-101 sind, auf eine Frequenz von 50 Hertz gebracht. Diese doppelte Ausführung ermöglicht zudem beim Ausfall eines Umrichters den Weiterbetrieb der Anlage mit halbierter Leistung.
Das Gesamtgewicht des Turmkopfes, also des Maschinenhauses inklusive des Rotors, beträgt rund 350 Tonnen, womit die Anlage laut Siemens die leichteste ihrer Leistungsklasse ist.

### Rotor
Zum Einsatz kommen zwei Rotorvarianten: ein 120-Meter-Rotor sowie ein Rotor mit 154 Metern Durchmesser. Während das B75-Rotorblatt des Typs SWT-6.0-154 speziell für diese Anlage entwickelt wurde, kam der 120-Meter-Rotor bereits bei der Windkraftanlage SWT-3.6-120 zum Einsatz, die seit 2009 produziert wird. Die Variante mit dem kleineren Rotor soll vor allem bei Standorten mit Höhenrestriktionen, z. B. durch Luftverkehrsbestimmung eingesetzt werden, da die Gesamthöhe der Anlage unter 150 Metern bleibt.
Das B-75-Rotorblatt der SWT-6.0-154 ist laut Siemens die weltweit größte aus Glasfaser hergestellte Komponente aus einem Guss, das Gewicht beträgt etwa 25 Tonnen pro Blatt. Im Gegensatz zu einer Reihe weiterer Hersteller verwendet Siemens in seinen Rotorblättern kein CFK. Mit diesem hätte zwar das Blattgewicht um 10–20 % reduziert werden können, aus Kostengründen entschied sich Siemens aber für die Herstellung aus GFK und Balsaholz. Auf Standorten mit einer durchschnittlichen Windgeschwindigkeit von 9–10 m/s soll das B-75-Rotorblatt gegenüber dem B58-Blatt einen Mehrertrag von 20 bis 24 % ermöglichen.

## Standort und Ertrag
Geeignet ist die SWT-6.0 laut Siemens für jeden denkbaren Offshore-Standort. An einem durchschnittlichen Offshore-Standort mit einer mittleren Windgeschwindigkeit von 8,5 Metern pro Sekunde soll eine SWT-6.0-154 jährlich etwa 23 Millionen kWh an elektrischer Energie produzieren, entsprechend dem Jahresverbrauch von 5500 deutschen Haushalten. Die 7-MW-Variante soll hingegen unter Offshore-Bedingungen bis zu 32 Millionen kWh elektrischer Energie pro Jahr liefern können.

## Einsatz

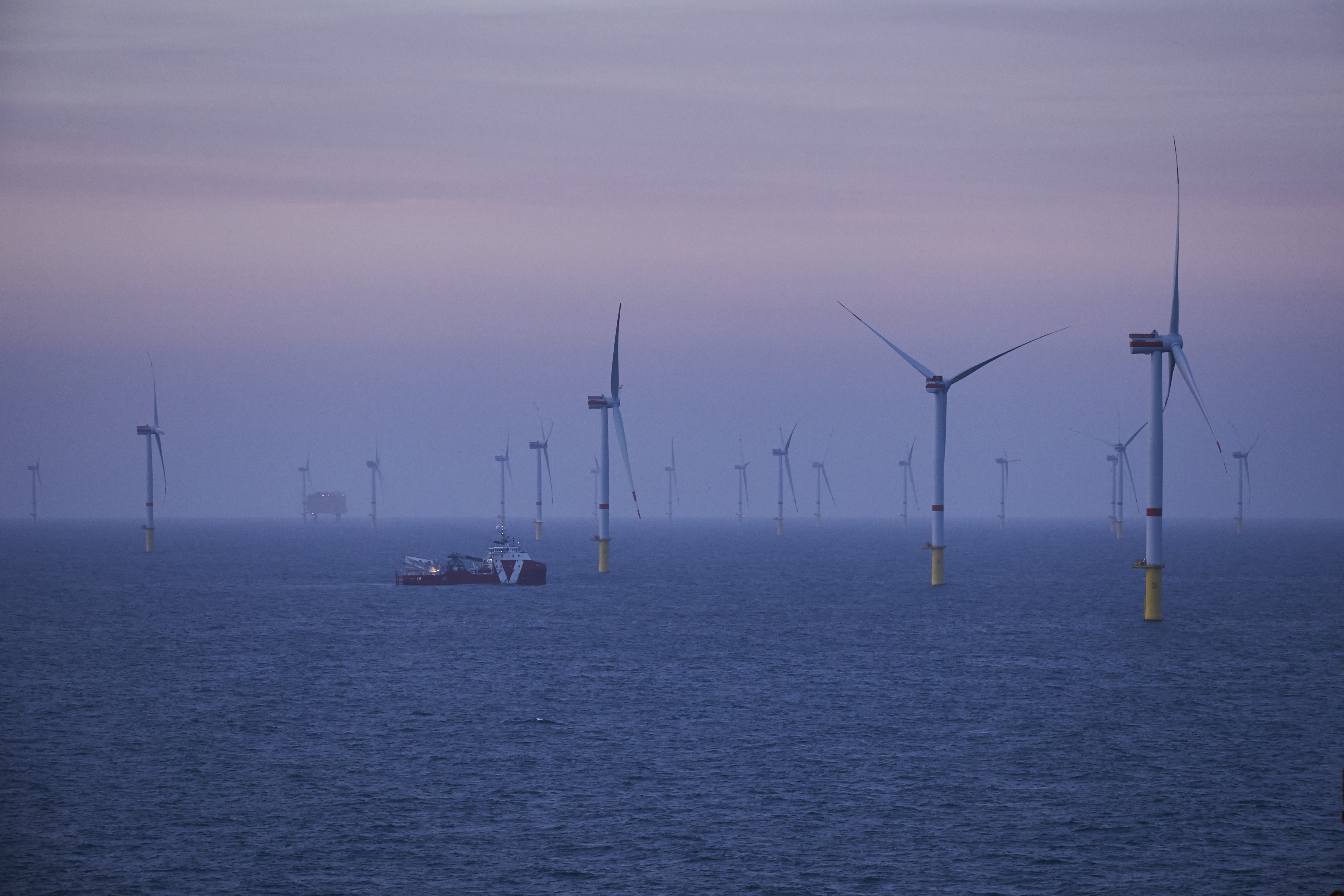
SWT-7.0-154 in den Offshore-Windparks Hohe See und Albatros

Der Prototyp der SWT-6.0 wurde in der Version SWT-6.0-120 im Juni 2011 im Windanlagentestfeld Høvsøre in Dänemark errichtet, anschließend wurden weitere Vorserienmaschinen aufgestellt. Zwei weitere Testanlagen mit dem gleichen Rotortyp wurden im Januar 2013 im britischen Offshore-Windpark Gunfleet Sands installiert.
Der Prototyp der SWT-6.0-154 nahm im Oktober 2012 den Testbetrieb auf. Da die Gesamtlänge des Spezialtransportes mit seiner nicht für Transporte über Land konstruierten Fracht 85 Meter betrug, mussten hierfür große Umwege in Kauf genommen werden. In Serie ging die SWT-6.0 im Jahr 2014. Eine Übersicht über die bestellten Anlagen findet sich im Artikel Liste der Offshore-Windparks.
Im Juli 2012 erhielt Siemens vom dänischen Energiekonzern Dong Energy einen Großauftrag über 300 Anlagen des Typs SWT-6.0-154 im Wert von ca. 2,5 Mrd. Euro, die zwischen 2014 und 2017 in Offshore-Windparks in Großbritannien errichtet werden sollen. Das erste kommerzielle Projekt mit insgesamt 35 Turbinen und 210 MW war der Offshore-Windpark Westermost Rough, der im Mai 2015 den Betrieb aufnahm.
Im April 2013 schloss Dong einen weiteren Rahmenauftrag mit Siemens über die Lieferung von 154 Turbinen ab, die ab 2015[veraltet] in den deutschen Offshore-Windparks Gode Wind I, Gode Wind II und Gode Wind III zum Einsatz kommen sollen. Im November 2013 rief Dong Energy davon 97 Anlagen für die Offshore-Windparks Gode Wind I und II ab.
Im Oktober 2013 wurde eine erste Serienmaschine der Turbine im vom Energieversorger Scottish and Southern Energy betriebenen Testwindpark Hunterston errichtet. An diesem Landstandort herrschen ähnliche Windbedingungen wie in einem Offshore-Windpark.
Im Januar 2014 bestellte Statoil (Norwegen) 67 Anlagen der SWT-6.0-154 für den Offshore-Windpark Dudgeon vor Norfolk (UK). Die Turbinen wurden 2017 in Betrieb genommen.
Im Dezember 2014 wurden zwei SWT-6.0-154 bei Wehlens nahe Wilhelmshaven errichtet. Es handelt sich um die ersten Anlagen dieses Typs in Deutschland.
2015 wurden u. a. 67 SWT 6.0-154 für den Offshore-Windpark Veja Mate bestellt, der Ende 2017 in Betrieb genommen wurde.
Daneben wurde Anlagen der Plattform in zahlreichen weiteren Offshore-Windparks installiert.

## Weiterentwicklung und Nachfolger
Die D7-Plattform war Ausgangsbasis für die 2017 vorgestellte SG 8.0-167, die eine Evolutionsstufe der Plattform darstellt und den gleichen Generatordurchmesser hat, aber einen größeren Rotordurchmesser von 167 Metern besitzt. Ihr Prototyp wurde 2018 aufgestellt.